# Nicola Zingarelli
Nicola Zingarelli (Cerignola, 28 agosto 1860 – Milano, 7 giugno 1935) è stato un filologo e linguista italiano, divenuto famoso come autore dell'omonimo Vocabolario della lingua italiana.

## Biografia
È il secondogenito degli otto figli di Girolamo, sarto, e di Teresa Longo. Compie gli studi ginnasiali a Lucera e quelli liceali a Napoli. Si laurea in lettere a Napoli nel 1882 con la tesi Parole e forme nella «Divina Commedia» aliene dal dialetto fiorentino, data alle stampe nel 1885. L'anno prima l'Università lo aveva premiato con una medaglia d'argento per le sue ricerche sulla lingua sanscrita. In seguito perfezionerà i suoi studi in Germania, a Breslavia prima e Berlino poi. Insegna italiano in regi ginnasi e licei di Palermo, Campobasso, Ferrara e Napoli. Nel 1897 consegue la libera docenza in Storia comparata delle letterature neolatine. Nel 1906 a seguito di concorso diventa professore di Storia comparata delle letterature neolatine all'Università di Palermo. Nel 1916 assume la cattedra di Lingue e letterature romanze all'Università di Milano, che occupa fino al 1932 quando passa a quella di Letteratura italiana.
Nella sua impegnatissima carriera rivestirà molti importanti ruoli come Direttore della sezione letterature romanze dell'Enciclopedia Italiana curata dall'Istituto Treccani, come direttore della rivista napoletana «Rassegna critica della letteratura italiana» e come membro delle prestigiose accademie della Crusca (la nomina è del 1º luglio 1923) e dell'Arcadia.
Scrisse innumerevoli articoli sia per la pubblicazione che per conferenze e convegni di studio, ma la maggior parte della sua attenzione fu catturata dagli studi su Dante e dalla compilazione del celeberrimo vocabolario italiano.

## IlVocabolario della lingua italiana

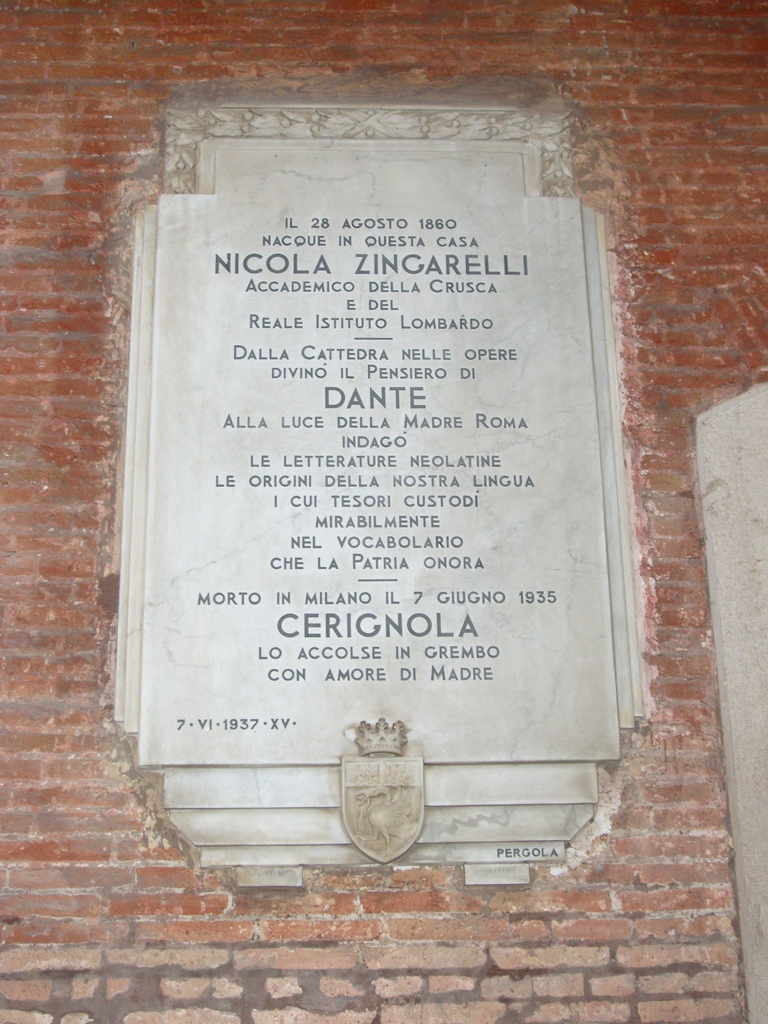
Lapide commemorativa posta dinanzi alla casa natìa di Zingarelli a Cerignola.

È l'opera a cui Nicola Zingarelli deve la propria fama e che lo ha consacrato come il padre del vocabolario italiano. Inizia a lavorare alla sua stesura nel novembre del 1912 e nel 1917 comincia la pubblicazione a fascicoli presso gli editori milanesi Bietti e Reggiani. La seconda edizione, in volume, è del marzo 1922.
Zingarelli curò personalmente altre tre edizioni: la terza nel 1925, la quarta nel 1928 e la quinta, che uscì nell'agosto 1935, due mesi dopo la sua morte. Nella prefazione della terza edizione leggesi: «Mai non è apparsa tanto evidente la mutabilità delle lingue come nel tempo dallo scoppiar della guerra ai giorni presenti. Non meno rivoluzionarî sono stati i progressi dell'aviazione, della radiotelegrafia e dell'automobilismo. Il Vocabolario a distanza di pochi anni mi pareva invecchiato; e bisognava dunque rifarlo in parte, oltre che ricorreggerlo. Ricorretto, rimutato, aggiornato, esso sta in questa nuova edizione». Intanto, dal 1925 cominciò a essere pubblicata anche una Edizione minore adattata ad uso delle scuole di primo grado, con meno della metà delle pagine (pp. 784) e di formato più piccolo (cm 19, anziché cm 23).
Nel 1941 il vocabolario fu rilevato dalla Zanichelli. Dal 1946 il suo aggiornamento venne affidato a Giovanni Balducci, a cura del quale uscirono l'ottava edizione nel 1959 e la nona nel 1966; il figlio di Nicola Zingarelli, Italo, svolse funzioni di revisione e consulenza. Con la decima edizione del 1970, completamente rielaborata a cura di Miro Dogliotti, Luigi Rosiello e Paolo Valesio, e quindi con l'undicesima del 1983, ulteriormente ampliata e col pretitolo de Il nuovo Zingarelli, il vocabolario raggiunge la sua perfezione.
Dalla dodicesima edizione del 1993 (Lo Zingarelli 1994) è pubblicato in edizione annuale.

### Edizioni
- Vocabolario della lingua italiana, compilato da Nicola Zingarelli, 3000 incisioni in nero, 24 tavole a colori, Milano, Bietti e Reggiani editori, 1917 (prima edizione, pubblicata a fascicoli).[1]
- Vocabolario della lingua italiana, compilato da Nicola Zingarelli, illustrato, 2ª edizione, Greco Milanese, Bietti & Reggiani editori, 1922 (pp. VII, 1724) (è la prima edizione reperibile completa).
- Vocabolario della lingua italiana, compilato da Nicola Zingarelli, illustrato, 3ª edizione, Milano, Bietti & Reggiani editori, 1926 (pp. VII, 1723).
- Vocabolario della lingua italiana, compilato da Nicola Zingarelli, illustrato, Nuova edizione (IV) interamente riveduta, Milano, Bietti & Reggiani editori, 1928 (pp. XI, 1723).[2]
- Vocabolario della lingua italiana, compilato da Nicola Zingarelli, illustrato, Novissima edizione (V) interamente riveduta, Milano, casa editrice Bietti, 1935 (pp. [8], 1723) (prima edizione postuma).
- Vocabolario della lingua italiana, compilato da Nicola Zingarelli, illustrato, Novissima edizione (VIa) interamente riveduta, 12ª rist., Milano, casa editrice Bietti, 1937-38 (pp. [8], 1723).
- Vocabolario della lingua italiana, compilato da Nicola Zingarelli, illustrato, Novissima edizione (VIIa) interamente riveduta, 14ª rist., Milano, casa editrice Bietti, 1938-39 (pp. [8], 1723).
- Vocabolario della lingua italiana, compilato da Nicola Zingarelli, illustrato, Settima edizione interamente riveduta, 17ª ristampa, Bologna, Nicola Zanichelli editore (Milano, Grafitalia già Pizzi & Pizio), 1941 (pp. [16], 1723) (prima impressione zanichelliana).
- Vocabolario della lingua italiana, compilato da Nicola Zingarelli, illustrato, Novissima edizione (VIII) aggiornata ed annotata a cura del prof. Giovanni Balducci, Bologna, Nicola Zanichelli editore, 1959 (pp. XIV, 1786).
- Vocabolario della lingua italiana, compilato da Nicola Zingarelli, illustrato, Novissima edizione (IX) aggiornata ed annotata a cura del prof. Giovanni Balducci, arricchita di un repertorio di abbreviazioni, sigle e simboli di un'appendice di forestierismi, neologismi e tecnicismi, Bologna, Nicola Zanichelli editore, 1966 (pp. XIV, 1868).
- Nicola Zingarelli, Vocabolario della lingua italiana, Decima edizione rielaborata a cura di 109 specialisti diretti e coordinati da Miro Dogliotti, Luigi Rosiello, Paolo Valesio, [118000 voci, 3200 illustrazioni, 57 tavole di nomenclatura], Bologna, Zanichelli, 1970 (pp. XXIX, 2064).
- Il nuovo Zingarelli. Vocabolario della lingua italiana, di Nicola Zingarelli, Undicesima edizione a cura di Miro Dogliotti e Luigi Rosiello, 127000 voci, 65000 etimologie, 4300 illustrazioni, Bologna, Zanichelli, 1983 (pp. XV, 2256).
- Lo Zingarelli 1994. Vocabolario della lingua italiana, di Nicola Zingarelli, Dodicesima edizione a cura di Miro Dogliotti e Luigi Rosiello, [134000 voci, 370000 significati, 4500 illustrazioni in b/n, 420 illustrazioni a colori], Bologna, Zanichelli, 1993 (pp. 2144).

## Altre opere
La maggior parte delle opere di Nicola Zingarelli, tra cui il Vocabolario della lingua italiana, sono il frutto dei suoi studi danteschi, ai quali egli si dedicò fin dalla tesi di laurea. Se ne fornisce qui di seguito un elenco limitato per lo più alle opere in volume.
- Tre novelline pugliesi di Cerignola, in: «Archivio per lo studio delle tradizioni popolari», III (1884), pp. [65]-72 (opera prima).
- Parole e forme della «Divina Commedia» aliene dal dialetto fiorentino, in: «Studj di filologia romanza pubblicati da Ernesto Monaci», vol. I (1885), pp. [1]-202.
- Gli sciagurati ed i malvagi nell'Inferno dantesco, in «Giornale dantesco», I (1894), pp. 252-269.
- Dante, Milano, F. Vallardi,  s.d. [ma 1903] («Storia letteraria d'Italia scritta da una società di professori») (pp. VIII, 768).[3]
- Il canto ventesimo del Purgatorio, Firenze, Sansoni, 1903.
- La vita di Dante in compendio, con un'analisi della «Divina Commedia», Milano, F. Vallardi, 1905.
- Il Canzoniere di Dante, Firenze, Sansoni, 1906.
- La vita di Dante in relazione al suo svolgimento intellettuale, Firenze, Sansoni, 1914.
- Il canto ventinovesimo dell'Inferno, Firenze, Sansoni, 1917.
- Francesco Petrarca, Le Rime (Rerum vulgarium fragmenta) secondo l'autografo, a cura di Nicola Zingarelli, Firenze, G.C. Sansoni, 1926.
- Francesco Petrarca, Le Rime e I Trionfi, Florilegio e commento a cura di Nicola Zingarelli, Firenze, G. C. Sansoni, 1927.
- La vita, i tempi e le opere di Dante, 2 voll., Milano, F. Vallardi, 1931 («Storia letteraria d'Italia») (I: pp. XXX,590; II: pp. XIV, 591-1388).